# Megachile rotundata
Megachile rotundata là một loài Hymenoptera trong họ Megachilidae. Loài này được Fabricius mô tả khoa học năm 1793.
Đây là một loài ong châu Âu đã được du nhậpđến các khu vực khác nhau trên thế giới. Là một loài ong đơn độc, chúng không xây dựng các quần thể hoặc lưu trữ mật ong, nhưng là một loài thụ phấn rất hiệu quả của cỏ linh lăng, cà rốt, các loại rau khác và một số loại trái cây. Bởi vì điều này, nông dân thường sử dụng M. rotundata như một công cụ hỗ trợ thụ phấn bằng cách phân phối M. rotundata preupae xung quanh cây trồng của họ. Mỗi con cái xây tổ của riêng mình, tổ được xây dựng trong những cây cổ thụ hoặc các hang trong gỗ. Là một con ong cắt lá, những tổ này được lót bằng những chiếc lá cắt. Những con ong này ăn phấn hoa và mật hoa và hiển thị dị hình tình dục. Loài này đã được biết là cắn và đốt, tuy nhiên nó không gây nguy hiểm chung trừ khi nó bị đe dọa hoặc gây hại và vết chích của nó được mô tả là đau đớn bằng một nửa loài ong mật.

## Hình ảnh

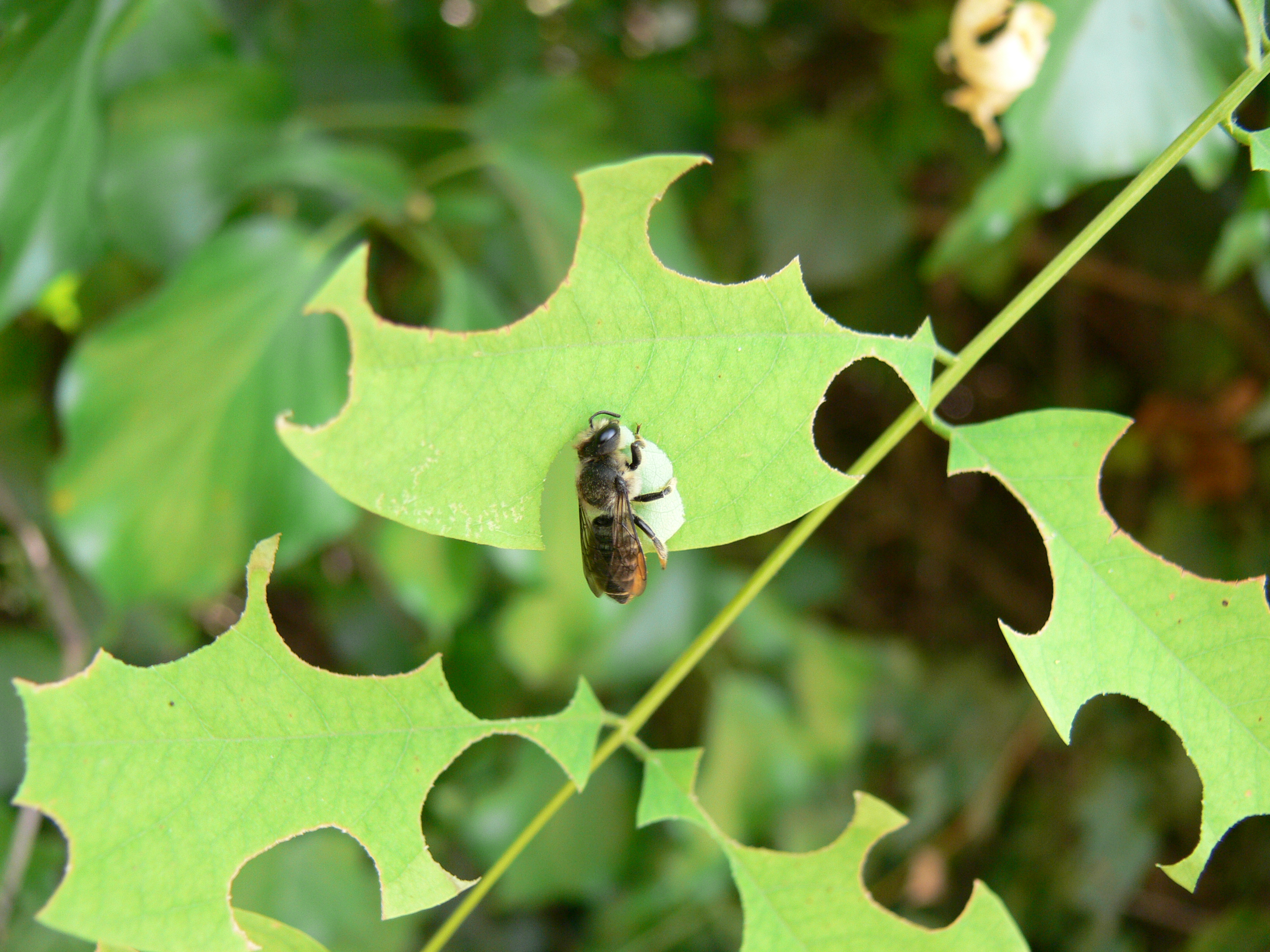
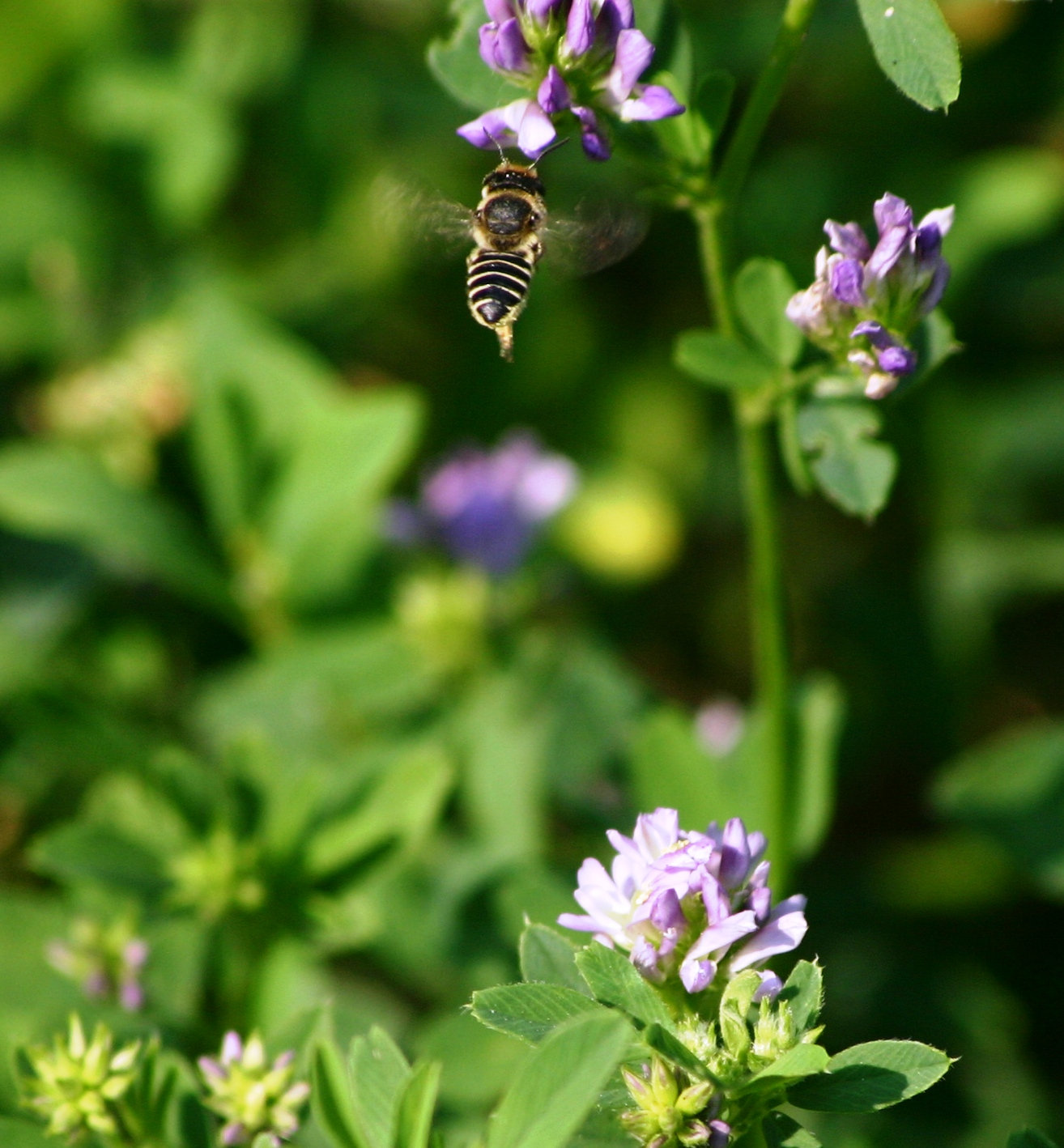
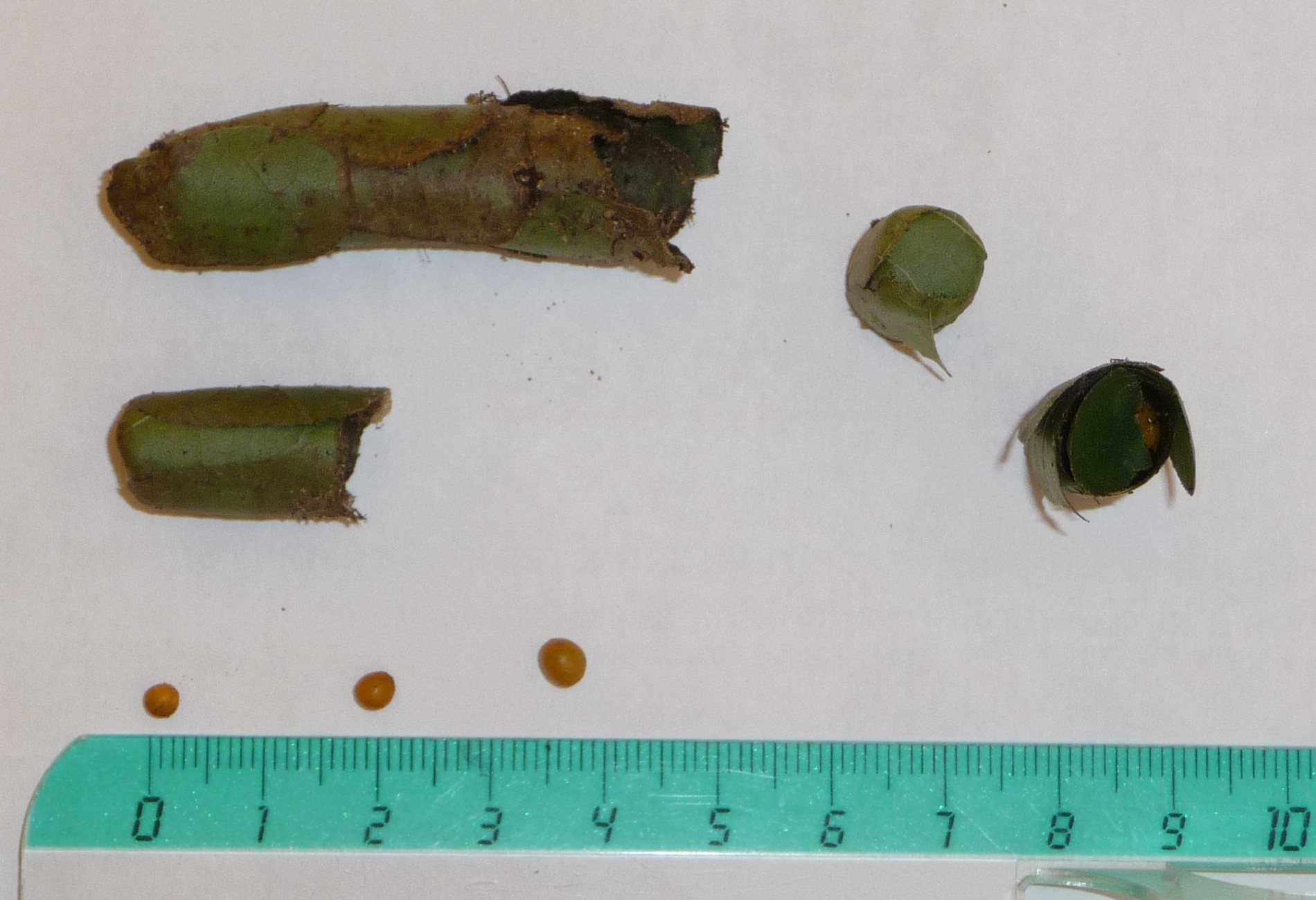
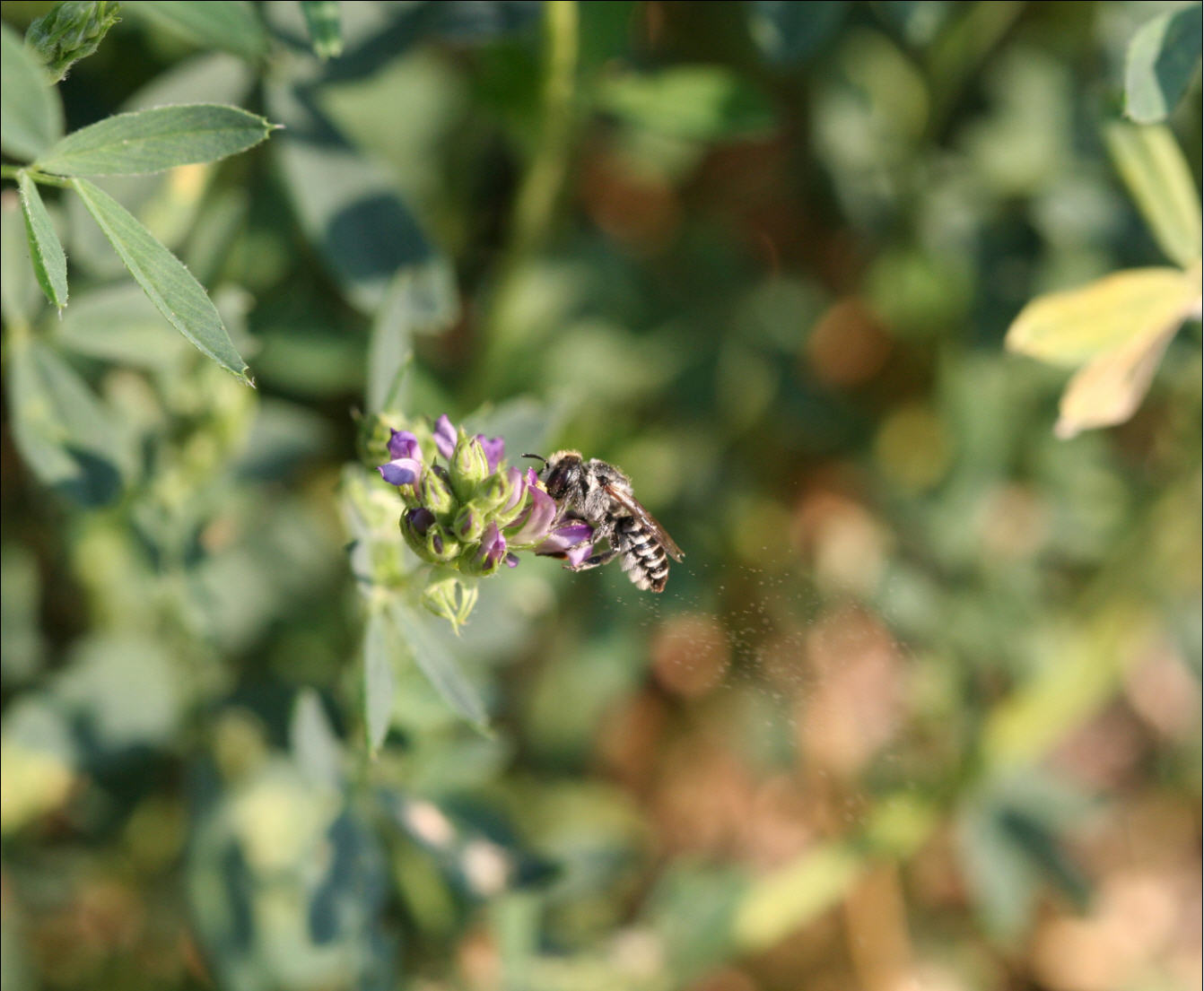